# 鈴彦姫

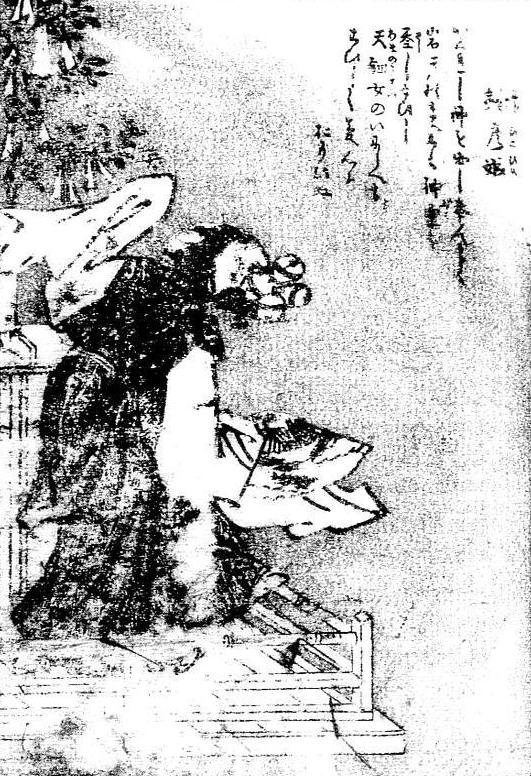
鳥山石燕『百器徒然袋』より「鈴彦姫」

鈴彦姫（すずひこひめ）は、鳥山石燕の『百器徒然袋』にある日本の妖怪。
頭部に神楽鈴をのせた鈴のような顔をした女性の姿として描かれている。石燕の解説文には「かくれし神を出し奉んとして岩戸のまへにて神楽を奏し給ひし天鈿女（あまのうずめ）のいにしへもこひしく夢心におもひぬ」とあるが詳細は不明。「神楽を奏し給ひし天鈿女」とは、日本神話で天岩戸のなかに隠れてしまった天照大神を引き出すために活躍した女神・アメノウズメのことであり、神楽鈴との関係から引き合いに出されていると見られるが、アメノウズメは鈴は使用していない。室町時代の妖怪絵巻『百鬼夜行絵巻』に描かれている神楽鈴を持った妖怪が発想の元となった、あるいは「神を引き出す」という鈴についての連想から創作したものではないかと推測されている。
浮世絵師・月岡芳年は錦絵『百器夜行』（1865年）に石燕の鈴彦姫を参考にしたと見られる絵を描いており、手に持っている扇には「神楽」という文字が書き加えられている。